# جيريمي أبوت
جيريمي أبوت هو راكب الكنو كندي، ولد في 15 أبريل 1957، وتوفي في 27 سبتمبر 1988.

## وصلات خارجية
- جيريمي أبوت على موقع أوليمبيديا (الإنجليزية)